# Unione dei Castelli tra l'Orba e la Bormida
L'Unione dei Castelli tra l'Orba e la Bormida era un'unione di comuni costituitasi il 20 gennaio 2001. All'atto della costituzione ne facevano parte i cinque comuni della provincia di Alessandria di Carpeneto, Castelnuovo Bormida, Montaldo Bormida, Orsara Bormida e Trisobbio. Il primo gennaio 2010 si è unito anche il comune di Cremolino mentre nel 2011 ne è uscito l'ente comunale di Carpeneto. Il 28 marzo 2014 l'Unione è stata dichiarata soppressa.
L'Unione aveva sede nel palazzo comunale di Trisobbio.

## Scopo
Gli obiettivi dell'Unione erano l'esercizio in forma associata alcune delle principali funzioni proprie dei comuni sfruttando al meglio le risorse economico-finanziarie, umane e strumentali. Come molte altre unioni di comuni si occupava principalmente dei servizi sociali, polizia locale, raccolta e smaltimento dei rifiuti, gare e appalti di fornitura di beni e servizi.